# 雀斑蛇鰻
雀斑蛇鰻，為輻鰭魚綱鰻鱺目糯鰻亞目蛇鰻科的其中一種，分布於中西太平洋的新喀里多尼亞及萬那杜海域，棲息深度可達400公尺，體長可達62.8公分，棲息在底層水域，屬肉食性，生活習性不明。

## 擴展閱讀
維基物種上的相關：雀斑蛇鰻